# Canton de Narbonne-3
Le canton de Narbonne-3 est une circonscription électorale française du département de l'Aude créée par le décret du 21 février 2014 et entrée en vigueur lors des élections départementales de 2015.

## Histoire
Un nouveau découpage territorial de l'Aude entre en vigueur en mars 2015, défini par le décret du 21 février 2014, en application des lois du 17 mai 2013 (loi organique 2013-402 et loi 2013-403). Les conseillers départementaux sont, à compter de ces élections, élus au scrutin majoritaire binominal mixte. Les électeurs de chaque canton élisent au Conseil départemental, nouvelle appellation du Conseil général, deux membres de sexe différent, qui se présentent en binôme de candidats. Les conseillers départementaux sont élus pour six ans au scrutin binominal majoritaire à deux tours, l'accès au second tour nécessitant 12,5 % des inscrits au premier tour. En outre la totalité des conseillers départementaux est renouvelée. Ce nouveau mode de scrutin nécessite un redécoupage des cantons dont le nombre est divisé par deux avec arrondi à l'unité impaire supérieure si ce nombre n'est pas entier impair, assorti de conditions de seuils minimaux. Dans l'Aude, le nombre de cantons passe ainsi de 35 à 19.

## Représentation
| Période élective | Période élective | Mandat | Mandat   | Identité         | Nuance | Nuance | Qualité |
| ---------------- | ---------------- | ------ | -------- | ---------------- | ------ | ------ | --- |
| 2015             | 2021             | 2015   | 2021     | Patrick François |        | PS     | Conseiller municipal de Narbonne (2008-2014 et depuis 2020) Ancien conseiller général du Canton de Narbonne-Est (2011 → 2015)                                                                                           |
| 2015             | 2021             | 2015   | 2021     | Hélène Sandragné |        | PS     | Présidente du conseil départemental (depuis 2020) Ancienne Première adjointe au maire de Narbonne (2012 → 2014) Ancienne conseillère municipale de Narbonne (2001 → 2020) Directrice de l’école d'infirmiers de Béziers |
| 2021             | 2028             | 2021   | en cours | Patrick François |        | PS     | Conseiller sortant, 11ème Vice-Président du conseil départemental, délégué à la vie associative, au sport et à la culture                                                                                               |
| 2021             | 2028             | 2021   | en cours | Hélène Sandragné |        | PS     | Conseillère sortante, Présidente du conseil départemental |

À l'issue du 1er tour des élections départementales de 2015, trois binômes sont en ballottage : Patrick François et Hélène Sandragné (PS, 29,98 %), Sylvie De Roeck et Elie Quisefit (FN, 29,93 %) et Jean-Paul Cesar et Zohra Teggour (DVD, 27,35 %). Le taux de participation est de 50,59 % (7 347 votants sur 14 523 inscrits) contre 57,46 % au niveau départemental et 50,17 % au niveau national.
Au second tour, Patrick François et Hélène Sandragné (PS) sont élus avec 38,35 % des suffrages exprimés et un taux de participation de 55,66 % (2 950 voix pour 8 084 votants et 14 523 inscrits).

### Élections de juin 2021
Le premier tour des élections départementales de 2021 est marqué par un très faible taux de participation (33,26 % au niveau national). Dans le canton de Narbonne-3, ce taux de participation est de 31,1 % (4 491 votants sur 14 440 inscrits) contre 39,73 % au niveau départemental. À l'issue de ce premier tour, deux binômes sont en ballottage : Patrick François et Hélène Sandragné (Union à gauche avec des écologistes, 47,31 %) et Marie-Hélène Busques et Charles-Sébastien Mercier (RN, 32,45 %).
Le second tour des élections est marqué une nouvelle fois par une abstention massive équivalente au premier tour. Les taux de participation sont de 34,3 % au niveau national, 39,98 % dans le département et 32,74 % dans le canton de Narbonne-3. Patrick François et Hélène Sandragné (Union à gauche avec des écologistes) sont élus avec 64,06 % des suffrages exprimés (2 825 voix pour 4 728 votants et 14 441 inscrits),,.

## Composition
| Nom                              | Code Insee | Intercommunalité  | Superficie (km2) | Population (dernière pop. légale)                | Densité (hab./km2) | Modifier                                    |
| -------------------------------- | ---------- | ----------------- | ---------------- | ------------------------------------------------ | ------------------ | ------------------------------------------- |
| Narbonne (bureau centralisateur) | 11262      | CA Grand Narbonne | 172,96           | Fraction : 18 589 (2022) Commune : 56 692 (2022) | 328                | modifier les données · modifier les données |
| Canton de Narbonne-3             | 1113       |                   |                  | 18 589 (2022)                                    |                    | modifier les données                        |

Le canton de Narbonne-3 comprend la partie de la commune de Narbonne située à l'est d'une ligne définie par l'axe des voies et limites suivantes : chemin de fer de Béziers à Narbonne (jusqu'au droit du boulevard Condorcet), boulevard Condorcet, place Thérèse-Léon-Blum, boulevard du Général-de-Gaulle, boulevard Gambetta, canal de la Robine.

## Démographie
En 2022, le canton comptait 18 589 habitants, en évolution de +0,06 % par rapport à 2016 (Aude : +2,65 %, France hors Mayotte : +2,11 %).
| 2013   | 2018   | 2022   |
| ------ | ------ | ------ |
| 18 841 | 18 539 | 18 589 |